# Discoglypha plenorbis
Discoglypha plenorbis là một loài bướm đêm trong họ Geometridae.